# Zwarte vuurwever
De zwarte vuurwever (Euplectes gierowii) is een zangvogel uit de familie Ploceidae (Wevers).

## Verspreiding en leefgebied
Deze soort komt voor in oostelijk-centraal, oostelijk en zuidoostelijk Afrika en telt 3 ondersoorten:
- Euplectes gierowii ansorgei: van Kameroen tot zuidelijk Soedan, zuidwestelijk Ethiopië, Oeganda en westelijk Kenia.
- Euplectes gierowii friederichseni: zuidelijk Kenia en noordelijk Tanzania.
- Euplectes gierowii gierowii: zuidwestelijk Congo-Kinshasa en noordwestelijk Angola.